# 천사가 된 사나이
천사가 된 사나이(Almost An Angel)는 미국에서 제작된 존 코넬 감독의 1990년 코미디, 드라마 영화이다. 폴 호간 등이 주연으로 출연하였고 존 코넬 등이 제작에 참여하였다.

## 출연

### 주연
- 폴 호간
- 엘리어스 코티스
- 린다 코즐로스키

### 조연
- 도린 랭
- 더글러스 실
- 팔리 베어
- 마이클 알드리지
- 데이빗 알란 그리어
- 래리 밀러
- 로버트 슈튼
- 벤 슬랙
- 트로이 커베이 주니어
- 에디 프리아스
- 피터 마크 바스퀘즈

## 제작진
- Line PD: 켈리 반 혼
- 협력프로듀서: 마크 턴벌
- 미술: 헨리 범스테드
- 의상: 에이프릴 페리
- 배역: 다이안 크리텐든